# Fonte Arcada
Fonte Arcada is een plaats (freguesia) in de Portugese gemeente Penafiel en telt 1591 inwoners (2001).